# Ayumi Takahashi
Ayumi Takahashi (* 31. August 1989) ist eine ehemalige japanische Leichtathletin, die sich auf den Diskuswurf spezialisiert hat.

## Sportliche Laufbahn
Ihren ersten internationalen Auftritt hatte Ayumi Takahashi im Jahr 2011, als sie bei den Asienmeisterschaften in Kōbe mit einer Weite von 51,23 m den sechsten Platz belegte. 2013 nahm sie an der Sommer-Universiade in Kasan teil und erreichte dort mit 47,52 m Rang neun. 2016 beendete sie in Nagoya ihre aktive sportliche Karriere im Alter von 26 Jahren.
In den Jahren 2015 und 2016 wurde Takahashi japanische Meisterin im Diskuswurf.